# Red Tarn (Helvellyn)
Der Red Tarn ist ein See im Lake District, Cumbria, England. Der Red Tarn liegt an der Ostflanke des Helvellyn innerhalb einer kleinen Talmulde, die man in diesem Gebiet Corrie nennt. An der Ost- und Südseite des Sees erhebt sich die Striding Edge, ein Grat, der die Verbindung von Helvellyn und Nethermost Pike herstellt und zu den bekannten Aufstiegsrouten auf den Helvellyn gehört. Im Norden des Sees liegt der Catstye Cam.
Der Red Tarn ist ein natürlicher See, der 1840 aber mit einer Mauer versehen wurde, um seine Kapazität zu erhöhen und das Wasser damit für eine Bleimine im unterhalb gelegenen Tal zu nutzen. Heute sind nur noch Reste dieser Mauer zu sehen und der See ist auf seine natürlichen Wasserstand zurückgefallen.
Der Red Tarn hat keinen erkennbaren Zufluss, aber der Red Tarn Beck, der in den Glenridding Beck mündet, bildet seinen Abfluss an seiner Ost-Seite.